# Simhopp vid olympiska sommarspelen 1920
De olympiska tävlingarna i simhopp 1920 avgjordes den 22 - 29 augusti i Antwerpen. 53 deltagare från 14 länder tävlade i fem grenar.

## Medaljörer
| Gren                                 | Guld                    | Silver                   | Brons               |
| Damernas svikt Detaljer...           | Aileen Riggin (USA)     | Helen Wainwright (USA)   | Thelma Payne (USA)  |
| Damernas höga hopp Detaljer...       | Stefanie Clausen (DEN)  | Beatrice Armstrong (GBR) | Eva Ollivier (SWE)  |
| Herrarnas svikt Detaljer...          | Louis Kuehn (USA)       | Clarence Pinkston (USA)  | Louis Balbach (USA) |
| Herrarnas höga hopp Detaljer...      | Clarence Pinkston (USA) | Erik Adlerz (SWE)        | Harry Prieste (USA) |
| Herrarnas raka höga hopp Detaljer... | Arvid Wallman (SWE)     | Nils Skoglund (SWE)      | Johan Jansson (SWE) |

## Medaljtabell
| Pl.    | Nation         | Guld | Silver | Brons | Totalt |
| ------ | -------------- | ---- | ------ | ----- | ------ |
| 1      | USA            | 3    | 2      | 3     | 8      |
| 2      | Sverige        | 1    | 2      | 2     | 5      |
| 3      | Danmark        | 1    | 0      | 0     | 1      |
| 4      | Storbritannien | 0    | 1      | 0     | 1      |
|        |                |      |        |       |        |
| Totalt | Totalt         | 5    | 5      | 5     | 15     |